# La Tribune de l'orgue
La Tribune de l'orgue est une revue musicale suisse romande créée en 1948 et consacrée à l'orgue.

## Historique
La Tribune de l'orgue est fondée à Lausanne, en Suisse romande, en 1948 avec Jean-Jacques Gramm pour rédacteur en chef. Consacrée à l'orgue, elle paraît cinq fois par an.
Son rédacteur en chef est en 2020 Guy Bovet et elle paraît trimestriellement. Elle est présentée sur son site web et, si ses articles sont consultables en ligne, elle privilégie la diffusion papier.